# 比基夫 (布魯西利夫區)
50°10′42″N 29°17′47″E / 50.17833°N 29.29639°E
比基夫（烏克蘭語：Биків）是烏克蘭北部的村莊，隸屬日托米爾州的日托米爾區。該村處於茲德尼日河畔，始建於1732年，面積11.9平方公里，海拔高度193米，2001年人口278。